# Luegermayer-Schlössl

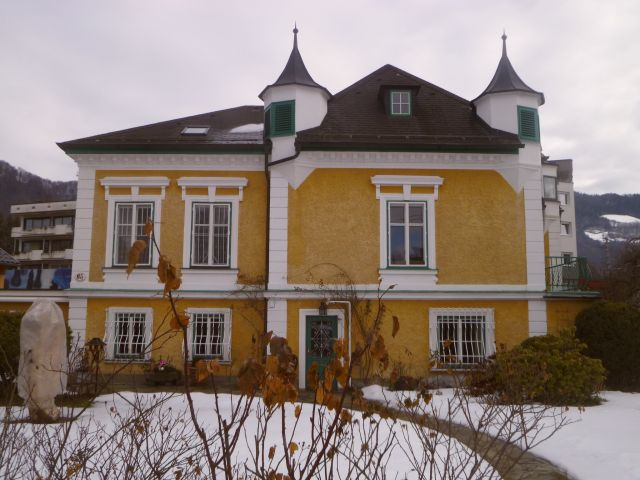
Luegermayer-Schlössl oder Villa Voglsang

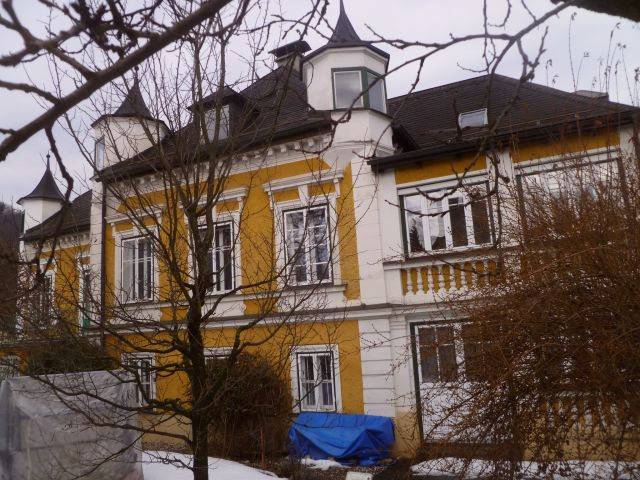
Luegermayer-Schlössl: Seitenansicht

Das Luegermayer-Schlössl (auch Villa Voglsang oder Villa Lobkowitz) ist ein ins 16. Jahrhundert zurückgehendes Gebäude in der Stadt Salzburg im Stadtteil Parsch (Fürbergstraße 65). Es diente ursprünglich Adeligen als Lustschlössl. Die heutige Bauform stammt aus dem Jahr 1889. 

## Geschichte
Der Name „Villa Voglsang“ bezieht sich auf die Weiden der Umgebung, in denen im Herbst Singvögel gefangen wurden, um sie über den Winter in Käfigen zu halten. Es diente als Lustschlössl sowohl Salzburger Erzbischöfen als auch verschiedenen Adeligen. Darunter waren die von Freysing, die Grafen von Kuenburg, die Herren von Löwenheimb und ab 1714 die Herren Daubrawa von Daubraweik. Mit dieser Familie waren auch die Mozarts befreundet und W. A. Mozart soll den Daubrawas auch eine Symphonie gewidmet haben. In der Folge ist eine Reihe bürgerlicher Besitzer des Schlössls zu erwähnen (Poschinger, Kroiß, Hutfabrikant Pflaum). 1884 wird das Luegermayer-Schlössl von Fürstin Juliane Lobkowitz gekauft, die einen großen Anbau vornehmen lässt. Danach kommt der Besitz auf dem Erbweg an den Reichsfreiherrn Max von Rednitz, 1901 durch Kauf an Helene Lenz und 1922 an Familie Stockhammer, die es bis heute besitzt.
Der kubische Kern des Schlössl stammt aus dem 16. und 17. Jahrhundert. Das ursprüngliche Haus besaß drei Fensterachsen und auf den vier Gebäudeecken auskragende polygonale Türmchen mit einem Walmdach und abschließenden Knauf. An der Ostseite befindet sich ein zwei Achsen breiter und zweieinhalb Achsen tiefer Nebentrakt, dessen erste südliche Achse eine von Eisenpfeilern getragene Altane bildet. Der 1889 angefügte Trakt liegt an der Westseite und ist ein zweigeschoßiger kubischer Blocke mit drei Achsen und einen nördlich anschließenden Nebentrakt mit zwei Achsen. 1927 wird die Altane im Erdgeschoß geschlossen und die Eisenkonstruktion durch massives Mauerwerk ersetzt. 1934 erfolgt ein Garagenanbau im Norden. Im Wesentlichen entspricht der Bau der 1889 durch Fürstin Lobkowitz in Auftrag gegebenen Bausubstanz. Der ehemals großzügig angelegte Garten ist aufgrund von Straßenverbreiterungen und eng an das Schlössl stehende Häuser wesentlich reduziert.